# Doom: The Dark Ages

Werbung für Doom: The Dark Ages auf der Gamescom 2024

Doom: The Dark Ages ist ein im Jahr 2025 erschienenes Ego-Shooter-Spiel, das von id Software entwickelt und von Bethesda Softworks veröffentlicht wurde.
Es ist der achte Hauptteil im Doom-Franchise und der dritte Teil der modernen Serie nach Doom (2016) und Doom Eternal (2020). Es spielt nach Doom 64 (1997) sowie vor Doom 2016 und Doom Eternal. Es stellt somit ein Prequel zu den beiden letztgenannten Spielen dar.

## Entwicklung
id Software begann mit der Arbeit an The Dark Ages nach der Fertigstellung der Post-Launch-Kampagne The Ancient Gods von Doom Eternal im Jahr 2021 und startete die Vollproduktion im August 2022. Das Spiel wurde im Juni 2024 angekündigt. Als Spiel-Engine kommt die neue id-Tech-8-Engine zum Einsatz. Das Spiel setzt Raytracing-fähige Hardware voraus und wird optional auch Path Tracing unterstützen und als Umgebungen u. a. Wälder, Dungeons, Friedhöfe sowie alte Schlachtfelder bieten.
Die Veröffentlichung von Doom: The Dark Ages für PlayStation 5, Windows und Xbox Series X/S fand am 15. Mai 2025 bzw. 13. Mai 2025 für Käufer der Collector's- und Premium-Edition statt.

## Rezeption

### Rezensionen
Das Spiel erhielt überwiegend positive Rezensionen. Der Tester der GameStar kam zu dem Schluss, dass der Egoshooter kaum besser sein könne.

„Grafik, Sound, Gameplay - hier passt einfach alles. Die neue Shooter-Referenz für Einzelspieler!“

Laut IGN habe Doom: The Dark Ages zwar nicht den Mobilitätfokus wie Doom Eternal, ersetze ihn aber durch einen kraftvollen Spielstil, der sich von allem unterscheide, was die Serie zuvor gemacht habe.

### Spielerzahlen
Doom: The Dark Ages hatte bereits eine Woche nach Veröffentlichung über 3 Millionen Spieler, womit diese Spielerzahl 7-mal schneller erreicht wurde als beim Vorgänger.

## Trivia
Im Rahmen einer Kooperation zwischen id Software, Bethesda Softworks und Asus wurde eine RTX-5080-Grafikkarte im Design von Doom: The Dark Ages entwickelt.
Des Weiteren erhalten Käufer einer Grafikkarte der RTX-5000er-Reihe der Modelle RTX 5070 und darüber zwischen dem 30. April und 21. Mai 2025 bei ausgewählten Händlern die Premium-Edition von Doom: The Dark Ages kostenlos dazu.